# Žižice
Žižice település Csehországban, a Kladnói járásban. Žižice Knovíz, Beřovice, Slaný, Hobšovice, Podlešín, Kamenný Most, Velvary és Zvoleněves településekkel határos. Lakosainak száma 762 fő (2024. január 1.).

## Népesség
A település lakosságának változását az alábbi diagram mutatja:
| Lakosok száma | 773  | 905  | 1004 | 699  | 476  | 513  | 641  | 677  | 706  | 762  |
|               | 1869 | 1890 | 1921 | 1950 | 1980 | 2001 | 2017 | 2019 | 2022 | 2024 |